# Zhu Ziangcai
Zhu Ziangcai es un deportista chino que compitió en judo. Ganó una medalla de bronce en los Juegos Asiáticos de 1986, en la categoría de –71 kg.

## Palmarés internacional
| Juegos Asiáticos | Juegos Asiáticos     | Juegos Asiáticos  | Juegos Asiáticos |
| Año              | Lugar                | Medalla           | Categoría        |
| ---------------- | -------------------- | ----------------- | ---------------- |
| 1986             | Seúl (Corea del Sur) | Medalla de bronce | –71 kg           |